# Hans Modrow

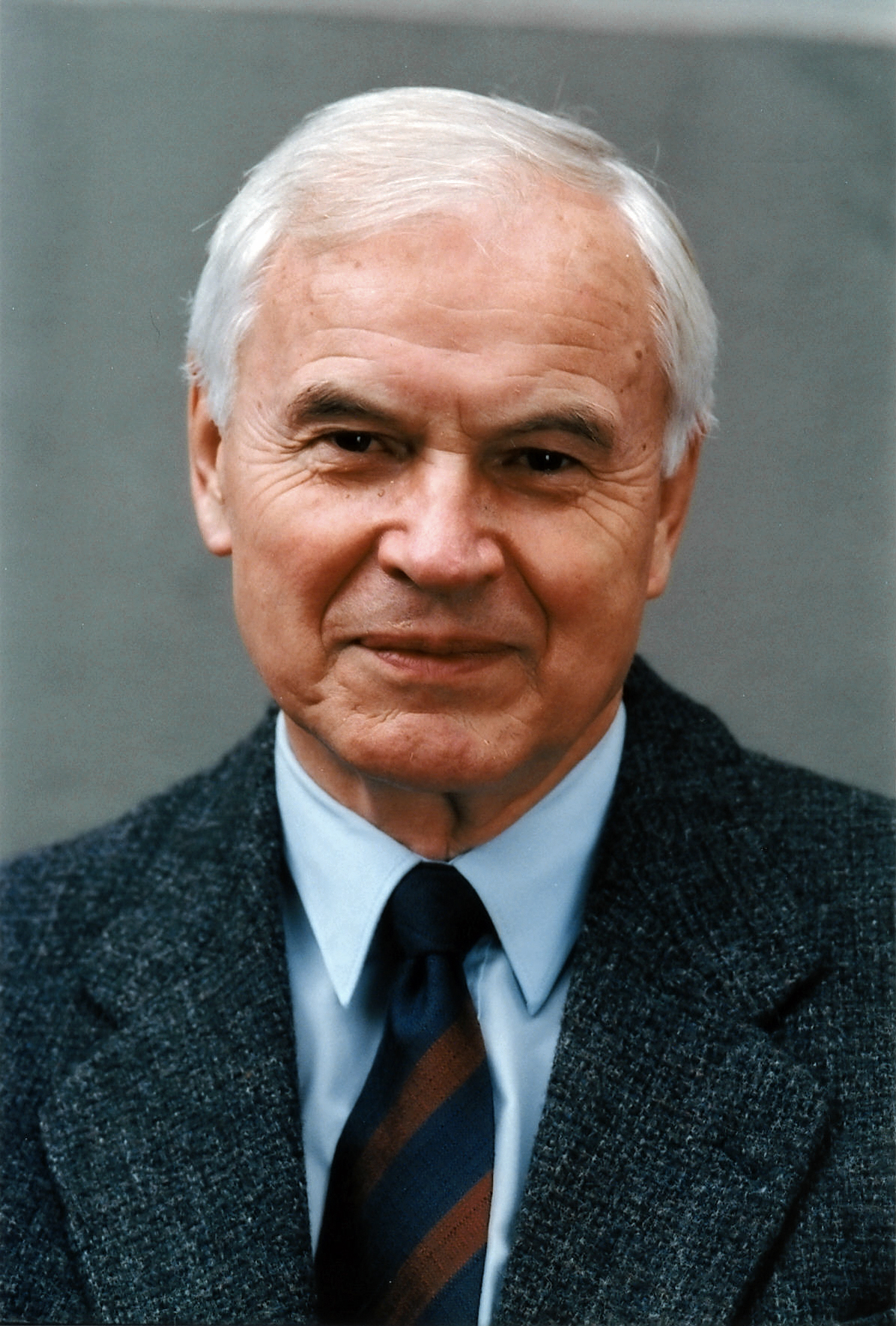
Hans Modrow (1999)

Hans Modrow (IPA: [ˈmo:dro:]; * 27. Januar 1928 in Jasenitz, Kreis Randow, Provinz Pommern; † 10. Februar 2023 in Berlin) war ein deutscher Politiker (Die Linke, zuvor PDS, SED). Er war Erster Sekretär der Bezirksleitung der SED im Bezirk Dresden und Mitglied des Politbüros. 
Während der Wende und friedlichen Revolution vom 13. November 1989 bis zum 12. April 1990 war er der letzte Vorsitzende des Ministerrats der Deutschen Demokratischen Republik und somit Chef der Regierung Modrow. Später war er Mitglied des Deutschen Bundestages und des Europäischen Parlaments. Er war Ehrenvorsitzender der PDS und Vorsitzender des Ältestenrates der Nachfolgepartei Die Linke.

## Jugend und Ausbildung
Der als Sohn eines Seemanns und Bäckers geborene Modrow wurde nach einer Fachausbildung bei der Hydrierwerke Pölitz AG von 1942 bis 1945 zum Maschinenschlosser mit 17 Jahren in den Volkssturm eingezogen. Als Kriegsgefangener der Sowjetunion besuchte er eine Antifa-Schule. Er kehrte 1949 aus der Kriegsgefangenschaft nach Deutschland zurück und arbeitete als Maschinenschlosser im Lokomotivbau Elektrotechnische Werke „Hans Beimler“ Hennigsdorf. Von 1949 bis 1961 engagierte er sich in Brandenburg, Mecklenburg und Berlin für die Freie Deutsche Jugend (FDJ). Er wurde Mitglied der SED und des Freien Deutschen Gewerkschaftsbundes. 1952/53 besuchte er die Komsomol-Hochschule in Moskau. Er absolvierte von 1954 bis 1957 ein Fernstudium an der Parteihochschule „Karl Marx“ der SED und schloss mit dem Diplom in Marxismus-Leninismus ab. Von 1959 bis 1961 folgte ein Fernstudium an der Hochschule für Ökonomie Berlin „Bruno Leuschner“, das zum Abschluss als Diplom-Wirtschaftler führte. An der Humboldt-Universität zu Berlin verfasste er mit Rainer Falke seine Doktorarbeit. 1966 wurde er zum Dr. rer. oec. promoviert.

## Politik

### Übernahme erster Funktionen
Nach dem Besuch der Komsomol-Hochschule wurde Modrow 1953 1. Sekretär der FDJ-Bezirksleitung Berlin und Sekretär des FDJ-Zentralrates. Des Weiteren war er ab 1954 Mitglied der Bezirksleitung Berlin der SED und wurde auf dem V. Parteitag der SED 1958 Kandidat des ZK der SED. 
Im Dezember 1957 rückte Modrow für Karl-Heinz Kniestedt in die Volkskammer nach. Er blieb bis zum Ende der DDR im Jahr 1990 Mitglied, bis 1976 als Berliner Vertreter.

### SED-Apparat
Im September 1961 wechselte er als 1. Sekretär der Kreisleitung Berlin-Köpenick in den SED-Apparat. Im selben Jahr wurde er zudem Mitglied des ZK der SED, was er bis zu dessen Rücktritt im Dezember 1989 blieb. Nach seiner Promotion stieg er 1967 in das Sekretariat der SED-Bezirksleitung Berlin auf, zuständig für Agitation und Propaganda.
1971 wechselte Modrow in den ZK-Apparat, wo er von 1971 bis 1973 als Abteilungsleiter für Agitation fungierte. Er folgte auf Werner Lamberz, der zum ZK-Sekretär für Agitation aufgestiegen war. Als Abteilungsleiter führte Modrow den „Donnerstag-Argus“ ein, bei dem Pressevertreter wöchentlich bezüglich ihrer Berichterstattung angeleitet wurden. Heinz Geggel, Modrows Nachfolger, führte diese Praxis der Presselenkung bis zur Wende fort.
1973 wurde Modrow als Teil eines größeren Personalumbaus nach dem Tod Walter Ulbrichts als Erster Sekretär der Bezirksleitung der SED in Dresden eingesetzt. Diese Abordnung „in die Provinz“ wird als Reaktion auf Modrows kritische Haltung innerhalb der Partei gesehen. Sein Vorgänger Werner Krolikowski übernahm den Posten des ZK-Sekretärs für Wirtschaft von Günter Mittag.
Im Gegensatz zu anderen Spitzenfunktionären der SED galt Modrow als integer, sein persönlicher Lebensstil blieb bescheiden. In seiner Zeit als Erster Sekretär der SED im Bezirk Dresden wohnte er mit seiner Familie beispielsweise in einer Dreizimmerwohnung im Zentrum von Dresden. Nicht eindeutig ist seine Haltung zu dem sowjetischen Staatschef Michail Gorbatschow und dessen Kurs der Perestroika und Glasnost in der Sowjetunion.
Im Jahr 1987 war er in einem dann nicht durchgeführten sowjetischen Plan als Nachfolger für Erich Honecker vorgesehen.

### Friedliche Revolution

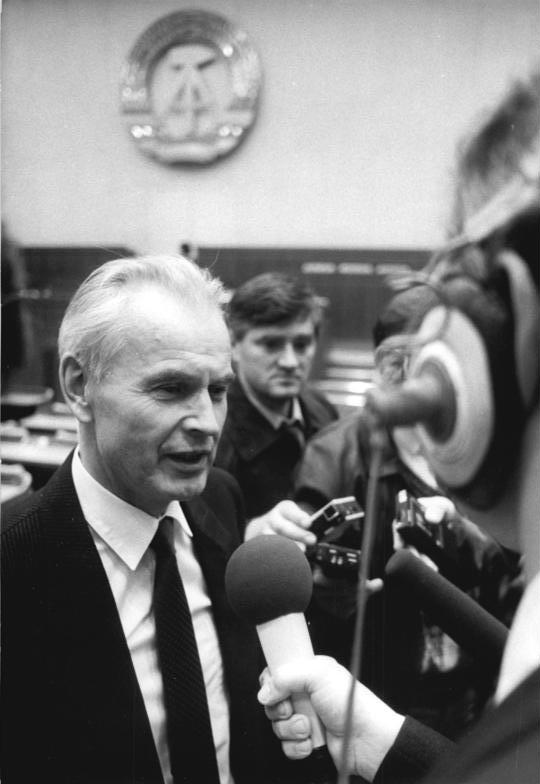
Nach seiner Wahl zum Regierungschef, 13. November 1989

Am 3. Oktober 1989 ließ Modrow 1320 Dresdner festnehmen, die bei der Durchfahrt der Flüchtlingszüge aus Prag demonstriert hatten. Am 13. Oktober 1989 legte die Dresdner Polizeiführung unter seinem Kommando einen detaillierten Geheimplan zur Unterdrückung der Bürgerunruhen vor. Bereits zuvor hatte er am 22. September 1989 nach Forderungen Honeckers „die konsequente Isolierung aller konterrevolutionären Kräfte“ angeordnet. Gemäß seinen eigenen Schilderungen 1991 hatte er versucht, die seiner Ansicht nach „unsinnige Entscheidung“, die Züge durch die DDR zu führen, rückgängig zu machen.
Am 8. November 1989 wurde Modrow Mitglied des Politbüros des ZK der SED und im Dezember stellvertretender Vorsitzender der in SED-PDS umbenannten Partei. Am 13. November wurde er in der Volkskammer als Nachfolger Willi Stophs mit einer Gegenstimme (Margot Honecker) zum Vorsitzenden des Ministerrates der DDR gewählt. Seine Regierung wurde am 18. November vereidigt.
In einem Gespräch am 3. Dezember 1989 mit unter anderem Wolfgang Berghofer und Markus Wolf sagte Modrow laut Berghofer: „Genossen, wenn wir die Partei retten wollen, brauchen wir Schuldige.“ Auf Berghofers Erwiderung: „Die Schuldigen sind wir“ habe Modrow geantwortet, das könne man so nicht sehen. Die Massen müssten schnell einen Verantwortlichen präsentiert bekommen. „Das kann nicht die SED sein.“ Der Schuldige solle das Ministerium für Staatssicherheit sein. Wolf sei daraufhin aufgesprungen und habe protestiert: „Hans, wir – Schild und Schwert der Partei – haben doch nie etwas ohne Befehle von euch gemacht.“ Als „hauptverantwortliche Person für die Misere“ schlug Modrow laut Berghofer Alexander Schalck-Golodkowski vor.
Bei einem Besuch Modrows in Moskau am 30. Januar 1990 erklärte ihm Michail Gorbatschow, dass die „Vereinigung der Deutschen“ von ihm nicht in Zweifel gezogen werde. Modrow übergab ihm einen Wunschkatalog, den Gorbatschow in die Verhandlungen mit seinen westlichen Partnern einbringen sollte. In der Folge bekannte sich Modrow und mit ihm die Parteiführung der SED-PDS in einer Erklärung zur „Gemeinsamkeit der deutschen Nation“. Am 5. Februar 1990 nahm Modrow Vertreter der neuen oppositionellen Gruppierungen des zentralen Runden Tisches als Minister ohne Geschäftsbereiche in die Regierung auf. Es entstand die Regierung der nationalen Verantwortung.

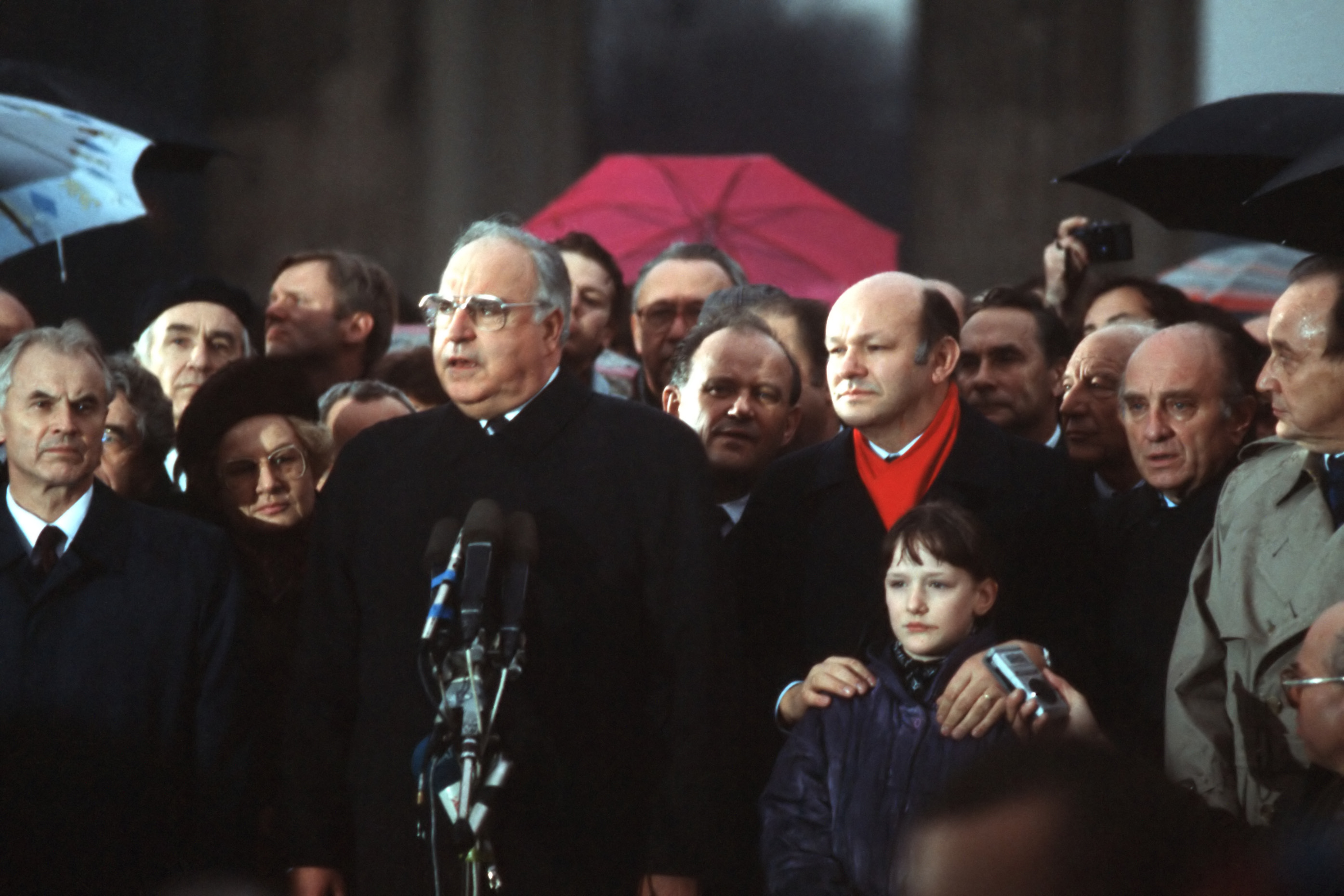
Hans Modrow, Bundeskanzler Helmut Kohl, der Regierende Bürgermeister (West-Berlin) Walter Momper (mit rotem Schal) und im Hintergrund zwischen Kohl und Momper der Oberbürgermeister (Ost-Berlin) Erhard Krack während der Öffnung des Brandenburger Tores am 22. Dezember 1989. Am rechten Bildrand erkennt man ferner Walter Scheel, Otto Graf Lambsdorff und Hans-Dietrich Genscher (mit grünem Mantel).

Mit dem am 7. März 1990, kurz vor der ersten freien Volkskammerwahl am 18. März 1990, verabschiedeten Modrow-Gesetz gab er DDR-Bürgern die Möglichkeit, die Grundstücke, auf denen ihre Häuser standen, preiswert zu erwerben. Aus rechtlichen Gründen (weil z. B. die Eigentümer in den Westen geflohen waren oder nicht ermittelt werden konnten) war in der DDR oftmals das Eigentum an Haus und Grundstück getrennt. Nach Schätzungen des Landesverwaltungsamtes in Weimar verursachte das Gesetz alleine in Thüringen Verluste von rund 250 Millionen Mark für Kommunen und Land. Nach Ansicht von Bernhard Vogel sind diese Verluste „fiktiv“, da Grundstücke bewertet worden seien, auf denen ein Haus stehe, das bereits einen anderen Eigentümer habe. Die Vereinigung der beiden deutschen Staaten bezeichnete Modrow unmittelbar vor deren Vollzug in der österreichischen Zeitung „Volksstimme“ als einen „Anschluss, bei dem die eine Seite diktierte, die andere praktisch alles hinnahm“.

### Verurteilung wegen Wahlfälschung und meineidlicher Falschaussage
Am 27. Mai 1993 erhielt er vom Landgericht Dresden wegen Anstiftung zur Wahlfälschung in der DDR eine Verwarnung mit Strafvorbehalt, nachdem der Bundesgerichtshof im Jahr 1992 die „Strafbarkeit der Fälschung sozialistischer Kommunalwahlen in der ehemaligen DDR“ auch nach der Wiedervereinigung bejaht hatte. Im Revisionsverfahren hob der Bundesgerichtshof diese Entscheidung auf, insbesondere wegen zu weitgehender Schuldminderungserwägungen. Eine andere Kammer des Landgerichtes verurteilte Modrow schließlich im August 1995 zu einer Bewährungsstrafe von neun Monaten und setzte eine Bewährungsauflage von 5000 DM gegen ihn fest.
1994 hob der Deutsche Bundestag Modrows Immunität auf und ermöglichte damit eine Anklageerhebung wegen meineidlicher Falschaussage vor dem „Sonderausschuss zur Untersuchung von Amts- und Machtmissbrauch infolge der SED-Herrschaft“. 1996 wurde Modrow für schuldig befunden und zu einer zehnmonatigen Freiheitsstrafe auf Bewährung verurteilt. In der Strafe war die neunmonatige Bewährungsstrafe wegen Wahlfälschung enthalten. Modrow hatte 1992 behauptet, er habe für die von der SED aufgestellten Kampfgruppen der Arbeiterklasse, Volkspolizei und Stasi-Bezirksverwaltung kein Weisungsrecht besessen. Er behauptete zudem, bei den Dresdner Bürgerrechts-Demonstrationen des 7./8. Oktober 1989 seien keine Kampfgruppen eingesetzt worden, und es sei ausgeschlossen, dass SED und Stasi in Dresden gegen Ausreisewillige zusammengearbeitet hätten. Seine Behauptungen wurden durch Akten widerlegt.

### 3. Oktober 1990 bis 2006
Vom 3. Oktober 1990 bis 1994 war Hans Modrow Abgeordneter der PDS im Deutschen Bundestag. 1999 wurde er in das Europaparlament gewählt. Er arbeitete dort im Ausschuss für Entwicklungshilfe und war unter anderem für die EU-Beitrittsgespräche mit Tschechien mitverantwortlich. Zur Europawahl 2004 trat er trotz anfänglichen Interesses nicht mehr an, da ihn der PDS-Vorsitzende Lothar Bisky nach eigenen Angaben für andere Aufgaben dringend brauchte und Modrow daher nicht mehr auf die Vorschlagsliste des Europaparteitags setzte. 2007 wurde er Vorsitzender des Ältestenrats der Partei Die Linke.
Modrow versuchte, den Schießbefehl an der DDR-Grenze zu verharmlosen, indem er ihn als eine Schusswaffengebrauchsbestimmung bezeichnete und behauptete, ähnliche Bestimmungen bestünden auch in anderen Ländern. So antwortete er im April 2006 auf die Frage, ob die politische Führung der DDR nicht die Mauertoten billigend in Kauf genommen habe, dem Magazin Cicero: „Die Verantwortung für die Toten tragen die Verantwortlichen auf beiden Seiten.“ Die DDR sei für ihn der „Versuch einer sozialistischen Entwicklung“ gewesen, „in der auch Demokratie mit Einschränkungen wirksam war.“ Die Äußerungen sorgten auch in seiner eigenen Partei für Empörung.
Kritisiert wurden ebenfalls Modrows Kontakte zu neostalinistischen Gruppen.

### Standpunkt zum russischen Überfall auf die Ukraine

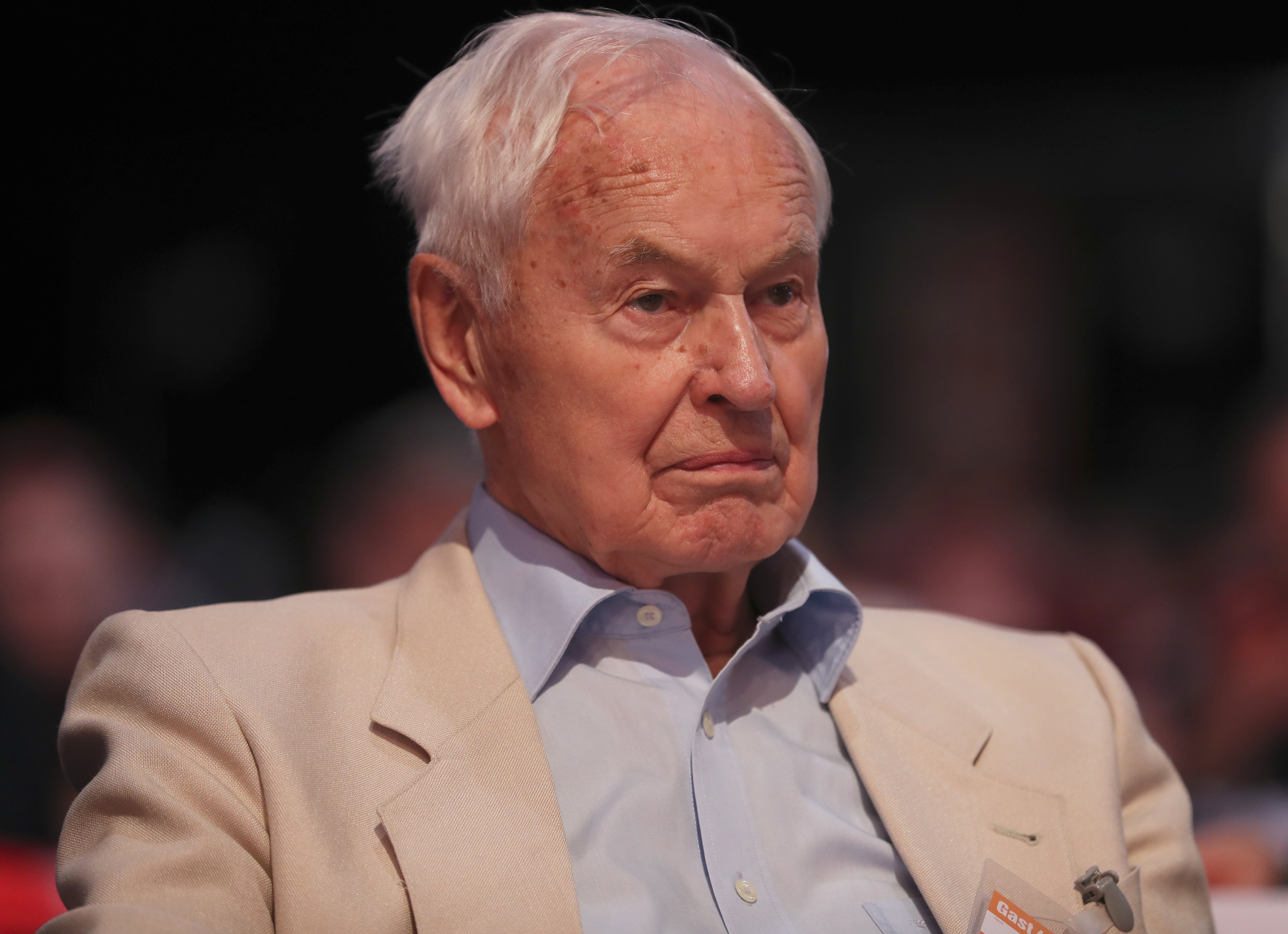
Beim Bundesparteitag der Linken 2018

Nach Äußerungen Modrows im März 2022 zum russischen Überfall auf die Ukraine erfolgte eine Neubesetzung des Ältestenrats ohne Berücksichtigung Modrows. In einem Schriftsatz an den Parteivorstand und andere Partei-Angehörige hatte Modrow zuvor „die Frage in den Raum gestellt“, ob es sich bei dem Krieg um einen Einmarsch russischer Truppen oder einen „inneren Bürgerkrieg der Kräfte in den neuen Ost-Staaten und faschistischen Elementen im Westen der Ukraine“ handle. Die im Widerspruch zur Position von Bundespartei und Bundestagsfraktion zum russischen Angriffskrieg stehenden Äußerungen waren auf parteiinterne Ablehnung gestoßen.

## Beobachtung durch BND und Verfassungsschutz
Wie aus der Antwort auf eine Anfrage der Linksfraktion hervorgeht, wurde Modrow vom Bundesnachrichtendienst seit 1958 und vom Bundesamt für Verfassungsschutz (BfV) seit 1965 beobachtet. Die BfV-Beobachtung wurde zum 1. März 2013 eingestellt. Nach einer Klage von Modrow gegen die teilweise Verweigerung der Aktenherausgabe kam es zu einem Vergleich im Sinne des § 106 VwGO. Der 6. Senat des Bundesverwaltungsgerichts bestätigte das Einsichtsrecht Modrows in die Akten unter der Voraussetzung, dass die Akten älter als 30 Jahre seien, das Staatswohl nicht entgegenstehe und der Schutz der Quelle nicht verletzt sei.

## Beobachtung durch das MfS
Im Jahr 1988 begann das Ministerium für Staatssicherheit auf Befehl von Minister Erich Mielke nach einer Anweisung von Erich Honecker, Modrow massiv zu überwachen und auszuspähen. Ziel war, belastendes Material zu sammeln, um Modrow wegen Hochverrats vor Gericht stellen zu können. Das geht aus BND-Unterlagen hervor, die Modrow aufgrund seiner Gerichtsklage zur Akten-Herausgabe im Mai 2018 erhielt. Die Informationen stammen von einem Stasi-Überläufer – zuvor hatte sich Horst Böhm, der einstige Chef der Stasi-Bezirksverwaltung Dresden, in dessen Panzerschrank entsprechende Dokumente entdeckt worden waren, das Leben genommen.

## Privates

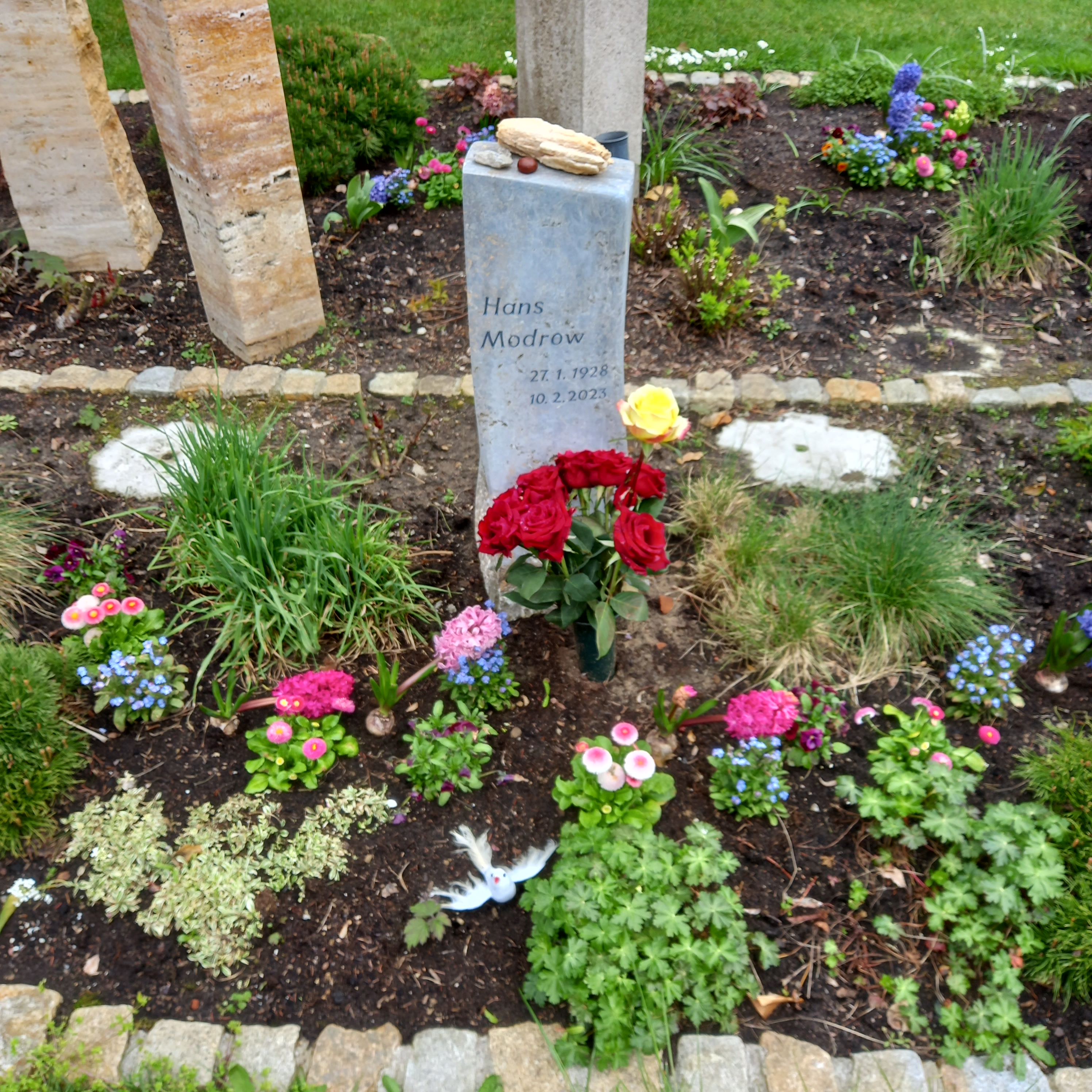
Hans Modrows Grab auf dem Dorotheenstädtischen Friedhof in Berlin

Hans Modrow kam im Januar 1928 als drittes von vier Kindern des Seemanns Franz Modrow (1886–1958) und seiner Ehefrau Agnes Modrow, geb. Krause (1899–1989), zur Welt. Sein Bruder Franz (1924–1994) war ebenfalls Seemann.
Im Jahr 1950 heiratete Hans Modrow Annemarie Straubing Die ersten drei Kinder des Ehepaares verstarben als Frühgeburten. Anschließend bekamen sie zwei Töchter, Tamara Singer (* 1955) und Irina Modrow (1962–2017).
Hans Modrow starb am 10. Februar 2023 im Alter von 95 Jahren an den Folgen eines Schlaganfalls in einem Berliner Krankenhaus. In Nachrufen wurden einerseits sein Festhalten an einem sozialistischen Gesellschaftsideal und andererseits seine Rolle als DDR-Politiker „mit einem kleinen Stück kritischer Distanz zur SED“ und als letzter Ministerratsvorsitzender, als der er der Entwicklung der DDR zu einer Demokratie nicht mehr entgegenwirkte, hervorgehoben. Zudem würdigten etliche Nachrufe sein Eintreten für eine friedliche Wiedervereinigung, obwohl er selbst bedauerte, dass viele Positionen zur Übernahme in das neue Deutschland nicht akzeptiert wurden wie Kinderbetreuung sowie die Anerkennung von beruflichen bzw. Studien-Abschlüssen.
Am 15. März 2023 fand eine Trauerfeier für Hans Modrow im Verlagsgebäude des Neuen Deutschlands am Franz-Mehring-Platz statt. Vertreter der Bundesregierung nahmen nicht daran teil, privat waren jedoch Gerhard Schröder mit Ehefrau So-yeon Schröder-Kim, Egon Krenz, die Linke-Vorsitzende Janine Wissler, der Bundesgeschäftsführer der Linken Tobias Bank, Sahra Wagenknecht sowie die Botschafter von Japan und von Nordkorea anwesend. Die Trauerrede hielt Dietmar Bartsch und der Ernst-Busch-Chor trat auf. Modrows Urne wurde auf dem Dorotheenstädtischen Friedhof, Dorotheengarten, Reihe 5, Grab 5 in Berlin-Mitte beigesetzt. Er selbst hatte sich laut einem Interview im Jahr 1997 eine Seebestattung gewünscht.

## Veröffentlichungen (Auswahl)
- Wie eine Jugendkontrollbrigade arbeiten soll! Berlin 1952.
- Welche Aufgaben hat die FDJ beim Kampf für den Sieg des Sozialismus in der DDR? Berlin 1959.
- Als Leiter eines Autorenkollektivs: Die DDR und Japan. Berlin 1983.
- Für ein neues Deutschland, besser als DDR und BRD. Berlin 1990.
- mit Wolfgang Meyer: Aufbruch und Ende. Berlin 1991.
- mit Hans-Dieter Schütt: Ich wollte ein neues Deutschland. Berlin 1998.
- Die Perestroika – wie ich sie sehe. Persönliche Erinnerungen und Analysen eines Jahrzehntes, das die Welt veränderte. Berlin 1998.
- mit Manfred Sohn: Vor dem großen Sprung? Überblick über die Politik der Japanischen Kommunistischen Partei. Schkeuditz 2000.
- Von Schwerin bis Strasbourg. Erinnerungen an ein halbes Jahrhundert Parlamentsarbeit. Berlin 2001.
- Zur Hypothek des kommunistischen Erbes. Überlegungen zur historischen Niederlage des Kommunismus. Konferenzbeiträge. Berlin 2003.
- Frieden ist mehr als nur ein Wort … – Zum 70. Geburtstag von Prof. Rolf Lehmann, General a. D. In: Gemeinsame Sicherheit – ein schwieriger Lernprozess. Prof. Dr. Rolf Lehmann zum 70. Geburtstag. (Hrsg.) Dresdener Studiengemeinschaft Sicherheitspolitik (DSS) e. V.: DSS-Arbeitspapiere, Dresden 2004, Heft 70, S. 17–20. urn:nbn:de:bsz:14-qucosa2-340207
- In historischer Mission. Als deutscher Politiker unterwegs. Berlin 2007, ISBN 978-3-360-01086-5.
- mit Gabriele Oertel: Hans Modrow – sagen, was ist. Berlin 2010, ISBN 978-3-360-02101-4.
- mit Volker Hermsdorf: Amboss oder Hammer. Gespräche über Kuba. Berlin und Böklund 2015, ISBN 978-3-95514-020-5.
- Brückenbauer. Als sich Deutsche und Chinesen nahe kamen. Eine persönliche Rückschau. Berlin: Verlag am Park 2021, ISBN 978-3-947094-87-5.

## Herausgeber
- Das Große Haus. Insider berichten aus dem ZK der SED. Berlin 1994.
- Der 8. Mai 1945. Ende und Anfang. Berlin 1995.
- Das Große Haus von außen. Erfahrungen im Umgang mit der Machtzentrale in der DDR. Berlin 1996.
- Unser Zeichen war die Sonne. Gelebtes und Erlebtes. Berlin 1996.
- mit Hans Watzek: Junkerland in Bauernhand. Die deutsche Bodenreform und ihre Folgen. Berlin 2005.
- mit Ulrich Maurer: Überholt wird links. Was kann, was will, was soll die Linkspartei. Berlin 2005.
- mit Ulrich Maurer: Links oder lahm? Die neue Partei zwischen Auftrag und Anpassung. Berlin 2006.
- mit Dietmar Schulz: Lateinamerika, eine neue Ära? Berlin 2008.
- Zeiten und Zäsuren. Stefan Doernberg zum 85. Geburtstag. Berlin 2009.

## Ehrungen
- Vaterländischer Verdienstorden in Gold (1975)[52]
- Karl-Marx-Orden (1978)[53]
- Ehrenvorsitzender der PDS (Februar 1990)
- Orden der Freundschaft, durch Wladimir Putin (November 2017)[54]
- Menschenrechtspreis der Gesellschaft zum Schutz von Bürgerrecht und Menschenwürde (2018)[55]
- Kubanischer Orden der Solidarität (2019)[56][57]

## Film
- Rosemarie Will: Der Fall Modrow[58]